# Wirtschaftsdirektorium
Als Wirtschaftsdirektorium wurde eine durch das Bundesgesetz vom 4. April 1951 über die Errichtung eines Wirtschaftsdirektoriums der Bundesregierung gegründete Institution der österreichischen Sozialpartnerschaft bezeichnet, die den Versuch einer formellen Integration der Macht der großen Wirtschaftsverbände der Arbeitgeber- und Arbeitnehmerseite ins Regierungssystem der Zweiten Republik darstellte. Es handelte sich also um einen tripartistischen Ansatz der Verrechtlichung. Das Wirtschaftsdirektorium, dem neben Bundeskanzler und Vizekanzler auch die einschlägigen Fachminister sowie die Spitzen der Verbände der Sozialpartner angehörten, hatte sich mit wichtigen und zum Teil auch unpopulären Fragen zu befassen: So beschloss es am 20. August 1951 aufgrund der herrschenden Fleischknappheit die Einführung von zwei fleischlosen Tagen in der Woche. (Der Mangel an Fleisch wurde damals durch die Weigerung der Fleischhauer verschärft, den Viehhändlern mehr als die amtlichen Preise zu zahlen).
Das Wirtschaftsdirektorium wurde durch Erkenntnis des Verfassungsgerichtshofs (VfSlg 2323/1952) schon im Folgejahr als verfassungswidrig aufgehoben. Der Gerichtshof argumentierte dabei, verkürzt ausgedrückt, folgendermaßen:
§ 3 Abs. 1 des Außenhandelsverkehrsgesetzes aus 1951 sah vor, dass das Bundesministerium für Handel und Wiederaufbau Genehmigungen in Einklang mit den Beschlüssen des Wirtschaftsdirektoriums der Bundesregierung erteilt, „soweit es sich dem Gutachten der Arbeitsausschüsse des Außenhandelsbeirates anschließt.“ Damit werde der verantwortliche Minister aber an die Entscheidungen dieser Arbeitsausschüsse gebunden. Damit würde das dem verantwortlichen Bundesminister nach der Verfassung zukommende freie Entschließungsrecht beseitigt und die ergehende Entscheidung nur formell als eine Entscheidung des Ministers dargestellt, während sie in Wahrheit eine solche des Arbeitsausschusses ist. Damit würden die Arbeitsausschüsse zu Kollegialbehörden, die
zur Entscheidung in einer Angelegenheit der obersten Bundesverwaltung berufen sind. Die Schaffung solcher Stellen durch ein einfaches Bundesgesetz sei aber mit Art. 69 Abs. 1 Bundes-Verfassungsgesetz unvereinbar. Gleiches gelte in Ansehung der dem Wirtschaftsdirektoriums durch lit. b ausdrücklich vorbehaltenen Beschlussfassung.
Ungeachtet dieser verfassungsgerichtlichen Erkenntnis bestand die österreichische Sozialpartnerschaft und mit ihr de facto auch das Wirtschaftsdirektorium weiter. Allerdings wurde statt des Weges der Verrechtlichung nun jener der informellen Organisation gewählt, wie er durch die 1957 gegründeten Paritätische Kommission für Preis- und Lohnfragen und ihre Unterausschüsse verdeutlicht wird. Nur langsam wurde auch der preisregulierende Anspruch der großen Wirtschaftsverbände, ein Erbe der Kriegs- und Nachkriegszeit, durch die freie Wettbewerbswirtschaft der Hochkonjunkturperiode abgelöst.